# اومورا، ناگاساکی
اومورا در استان ناگازاکی در کشور ژاپن  واقع شده‌است  که دارای جمعیت ۸۹٬۶۵۰ نفر و مساحت ۱۲۶٫۳۴ کیلومتر مربع با تراکم جمعیت ۷۱۰  نفر در کیلومترمربع است و در تاریخ ۱۱ فوریه ۱۹۴۲ به عنوان شهر شناخته شد.

## نگارخانه

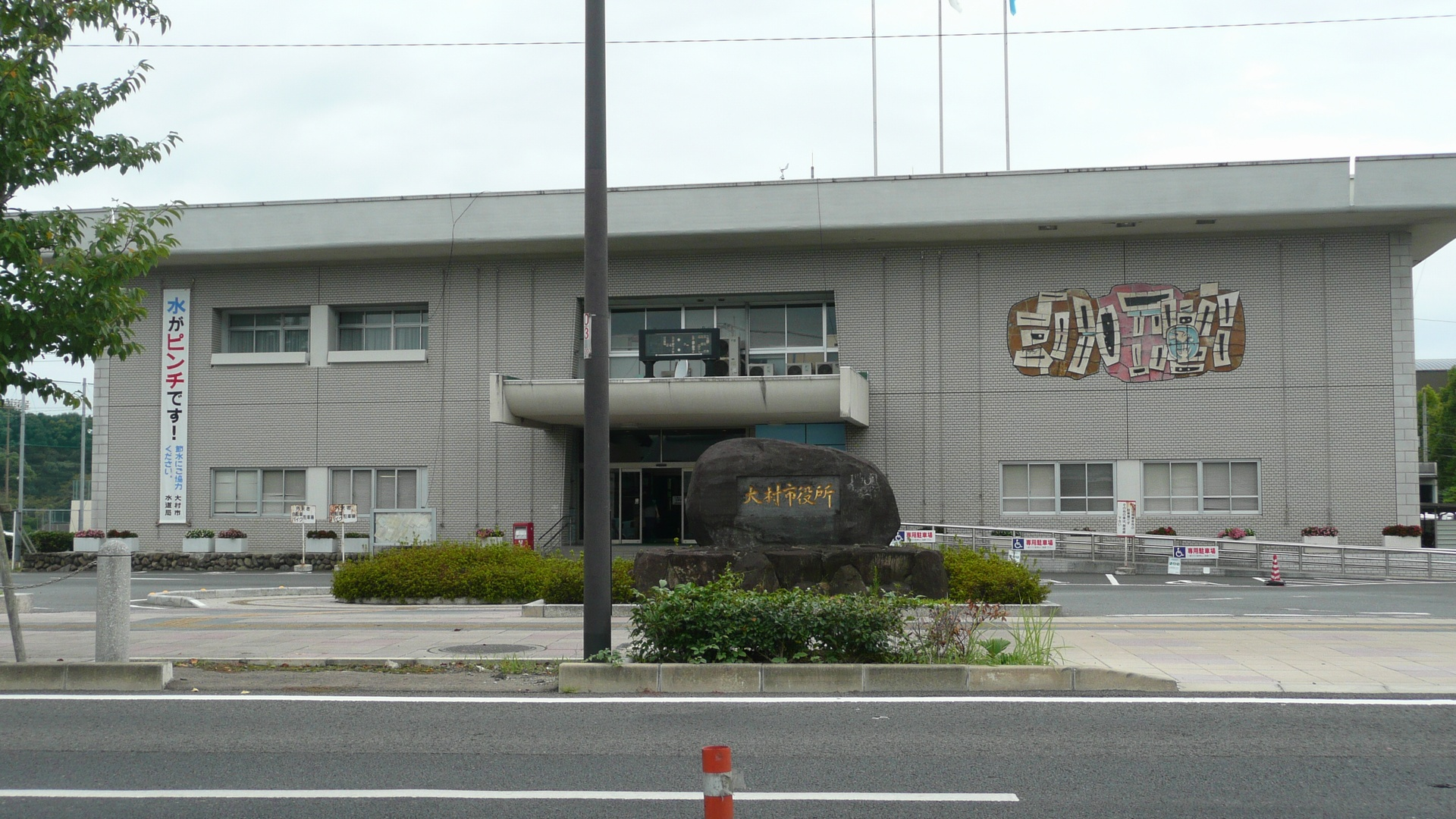